# Marek Jan Olbrycht
Marek Jan Olbrycht (ur. 1965 w Dukli) – polski historyk, archeolog i orientalista specjalizujący się w historii starożytnej i archeologii śródziemnomorskiej; nauczyciel akademicki związany z uniwersytetami w Krakowie, Münster (Niemcy) i Rzeszowie.

## Życiorys
W 1983 roku podjął studia archeologiczne i historyczne na Uniwersytecie Jagiellońskim w Krakowie, które ukończył w 1989 roku, zdobywając tytuł zawodowy magistra. Następnie wyjechał do Niemiec, gdzie w latach 1991–1992 studiował na Uniwersytecie w Kolonii oraz rozpoczął w 1993 roku studia doktoranckie na Uniwersytecie w Münster, które były współfinansowane przez Deutscher Akademischer Austauschdienst.
W 1996 roku uzyskał stopień naukowy doktora nauk humanistycznych w zakresie historii na podstawie rozprawy pt. Die politischen Beziehungen zwischen dem arsakidischen Iran und den Nomaden der eurasischen Steppen, której promotorem był prof. Edward Dąbrowa. Dwa lata później został adiunktem w Instytucie Filologii Orientalnej swojej macierzystej uczelni. Wykładał w Krakowie do 2002 roku. Wcześniej w 1999 roku brał udział w organizowaniu Instytutu Archeologii Wyższej Szkoły Pedagogicznej w Rzeszowie. W 2005 roku Rada Wydział Nauk Historycznych Uniwersytetu Mikołaja Kopernika w Toruniu nadała mu stopień naukowy doktora habilitowanego nauk humanistycznych w zakresie historii o specjalności historia starożytna i archeologia śródziemnomorska na podstawie pracy nt. Aleksander Wielki i świat irański. W 2006 roku został pracownikiem naukowym jako profesor nadzwyczajny w Instytucie Historii Uniwersytetu Rzeszowskiego (do 2001 roku WSP w Rzeszowie), gdzie został organizatorem i kierownikiem Zakładu Historii Starożytnej i Orientalistyki.
Członek Komisji Orientalistycznej Polskiej Akademii Nauk w Krakowie.
Poza działalnością uczelnianą jest aktywnym członkiem kilku krajowych jak i zagranicznych towarzystw naukowych: Societas Humboldtiana Polonorum, DAAD Alumni-Verein, European Society for Central Asian Studies, Polskiego Towarzystwa Historycznego oraz Societas Europea Iranologica. Członek Zarządu Stowarzyszenia Historyków Starożytności w Polsce.
Wielokrotny stypendysta DAAD, Alexander-von-Humboldt-Stiftung i Fundacji Lanckorońskich. Visiting Professor i wykładowca m.in. w Londynie (School of African and Oriental Studies/SOAS), Münster, Teheranie, Petersburgu, Taszkencie, Symferopolu, Berlinie, Florencji, Wenecji, Mediolanie, Atenach i Tbilisi. Brał udział w ponad 50 zagranicznych konferencjach naukowych oraz ponad 20 konferencjach w Polsce. Kierownik kilku grantów naukowych mających na celu badanie dziejów i kultury Iranu, Azji Środkowej i krajów Azji Zachodniej.
W lipcu 2015 roku Marek Jan Olbrycht otrzymał akt nominacji z tytułem profesora zwyczajnego.
Zainteresowania naukowe Marka Jana Olbrychta koncentrują się wokół zagadnień związanych z historia starożytną, dziejami Orientu, i archeologią, a w szczególności: dziejami i kulturą Iranu i Azji Środkowej (okres przedislamski), relacjami Grecji i Rzymu z Orientem, Aleksandrem Wielkim i epoką hellenistyczną, Pontem i stepami nadczarnomorskimi (szczególnie Mithradates VI Eupator) oraz dziejami sztuki wojennej.
W 2010 roku M.J. Olbrycht założył recenzowane czasopismo naukowe (rocznik) Anabasis. Studia Classica et Orientalia. Dotychczas ukazało się 7 tomów. Członek rad redakcyjnych w czasopismach: Akme. Studies in Ancient History (Warszawa); Memoirs of the Oriental Department of the Russian Archaeological Society, Sankt-Petersburg, Rosja; Problemy istorii, filologii i kultury (PIFK), Magnitogorsk, Rosja; International Journal of Iranian Archaeology, Tehran, Iran. Autor ponad 100 artykułów naukowych (w tym w najbardziej renomowanych czasopismach naukowych, m.in. Iranica Antiqua, Klio, Parthica, Gnomon, Ancient Society), 30 recenzji, i kilku monografii.

## Wybrane publikacje
- Parthia et ulteriores gentes. Die politischen Beziehungen zwischen dem arsakidischen Iran und den Nomaden der eurasischen Steppen (Quellen und Forschungen zur Antiken Welt, Bd. 30), München: Tuduv-Verlag 1998.
- Aleksander Wielki i świat irański, Rzeszów: Wydawnictwo Uniwersytetu Rzeszowskiego 2004.
- (współautor) Historia Iranu, pod red. Anny Krasnowolskiej, Wrocław: Ossolineum 2010.
- Imperium Parthicum kryzys i odbudowa państwa Arsakidów w pierwszej połowie pierwszego wieku po Chrystusie, Kraków: Historia Iagellonica 2013.
- Early Arsakid Parthia (ca. 250—165 B.C.) : at the crossroads of iranian, hellenistic, and Central Asian history, Leiden ; Boston: Brill 2021